# Gethsemane Live 2006
Gethsemane Live 2006 – debiutancki album i DVD polskiego zespołu rockowego Hear, wydany 25 maja 2007. Wydawnictwo zawiera 9 utworów, zarejestrowanych podczas koncertu 22 października 2006 roku w Warszawie.

## Lista utworów
1. "Cień miasta"
2. "Srebrna sieć"
3. "Zapomniana twarz"
4. "Światło purpury"
5. "Szaman"
6. "Powiedz, czemu milczysz"
7. "To twój czas"
8. "Wciąż płonę"
9. "Nadziei drzewo"

## Twórcy
- Mariusz Żmudziak - śpiew
- Radosław Kordowski - instrumenty klawiszowe
- Adam Malczewski - gitara
- Emil Wernicki - perkusja
- Wojciech Ruciński - gitara basowa